# Mesolimbisches System

Das dopaminerge mesolimbische System im menschlichen Gehirn, ausgehend von der Ventral Tegmental Area (VTA) mit dem Nucleus accumbens als erstem Zielgebiet (Sagittalebene).

Das mesolimbische System ist im weiteren Sinne die anatomische und funktionelle Gesamtheit der Verbindungen von Mittelhirn (Mesencephalon) und limbischem System. Im häufig benutzten engeren Sinne jedoch ist mit dem Ausdruck nur der Teil gemeint, der das Zentrum des Belohnungssystems im Gehirn der Säugetiere ausmacht.
Aus diesem Grund ist das System von zentraler Bedeutung für das biologische Verständnis von Freude, Lust und Motivation. Seit den 1960er Jahren hat die Bedeutung markant zugenommen, da sich herausstellte, dass nahezu alle Rauschdrogen ihre Wirkung durch chemische Manipulation dieses Systems entfalten. Es spielt deshalb bei der Erforschung von Sucht eine zentrale Rolle.
Das mesolimbische System hat sein Ausgangsareal in der Area tegmentalis ventralis (engl.: ventral tegmental area, VTA) des Mittelhirns, sein erstes Zielgebiet im Nucleus accumbens und seine von dort nachgeschalteten Zielgebiete in verschiedenen Kerngebieten des limbischen Systems. Der Neurotransmitter der Nerven, die von der VTA in den Nucleus accumbens ziehen, ist Dopamin.

## Struktur
Die Neurone des Nucleus accumbens projizieren mit ihren Axonen vor allem zu den übrigen Strukturen des limbischen Systems, wie etwa:
- Amygdala
- Hippocampus
- Cortex entorhinalis
- Gyrus cinguli
- Septum

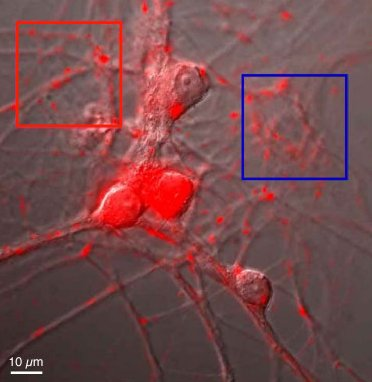
Nervenzelle mit rot markierten Dopamin-Rezeptoren

Das Striatum mit dem basalganglionären-thalamocorticalen Regelkreis erhält Informationen von allen Gebieten der Hirnrinde (Cortex). Das Striatum im basalganglionären-thalamocorticalen Regelkreis scheint eine wichtige Funktion beim prozeduralen Gedächtnis bzw. Lernen, etwa der Gewohnheitsbildung und der Ausbildung und Leistung von Routineverhalten, einzunehmen. Die Projektion der Neurone im Striatum wird von einem nigrostriatalen dopaminergen Input und intrastriatalen cholinergischen Input dynamisch moduliert.
Das Striatum als solches umfasst einen Teil des subkortikalen Kerngebiets der Basalganglien und setzt sich aus Nucleus caudatus, Pallidum und ventralem Striatum zusammen. Heimer & Wilson (1975) wiesen die funktionelle wie neuroanatomische Verknüpfung des Nucleus accumbens an das ventrale Striatum nach. Unter den diversen kortiko-striatal-thalamischen Schleifensystemen der Basalganglien ist das ventrale Striatum Teil der anterior-zingulären Schleife, die aCC, ventrales Striatum, Amygdala, Hippokampus und entorhinalen Kortex miteinander verbindet.
Im Nucleus accumbens sind in großer Anzahl Dopaminrezeptoren vom Typ D2 nachweisbar. Diese werden durch Afferenzen aus dem ventralen Tegmentum stimuliert.

## Funktion
Das mesolimbische System gilt als das Zentrum des Belohnungssystems des Wirbeltiergehirns. Dabei registriert es die positiven Konsequenzen von Handlungen oder Ereignissen und beeinflusst dadurch die tierische Motivation. Die Funktion ist in erster Linie eine modulatorische Einwirkung auf alle Bereiche des limbischen Systems, z. B. eine positive Verstärkung eines Verhaltens (Belohnungslernen), weil seine Aktivierung an der Entstehung von Lustgefühlen beteiligt ist.

## Medizinische Bedeutung
Die Zusammenhänge zwischen Krankheiten und dem mesolimbischen System sind bislang (Stand 2020) nur zu einem kleinen Teil erforscht. Es ist jedoch bereits absehbar, dass das System hier eine Schlüsselrolle spielt. Einerseits hat Dopamin Einfluss auf die Regulierung des Immunsystems, andererseits beeinflusst das Immunsystem seinerseits das mesolimbische System. Bei einigen Krankheiten gibt es darüber hinaus bereits eine Vielzahl von konkreten Ergebnissen, die auch bereits in die medizinische Praxis einfließen.

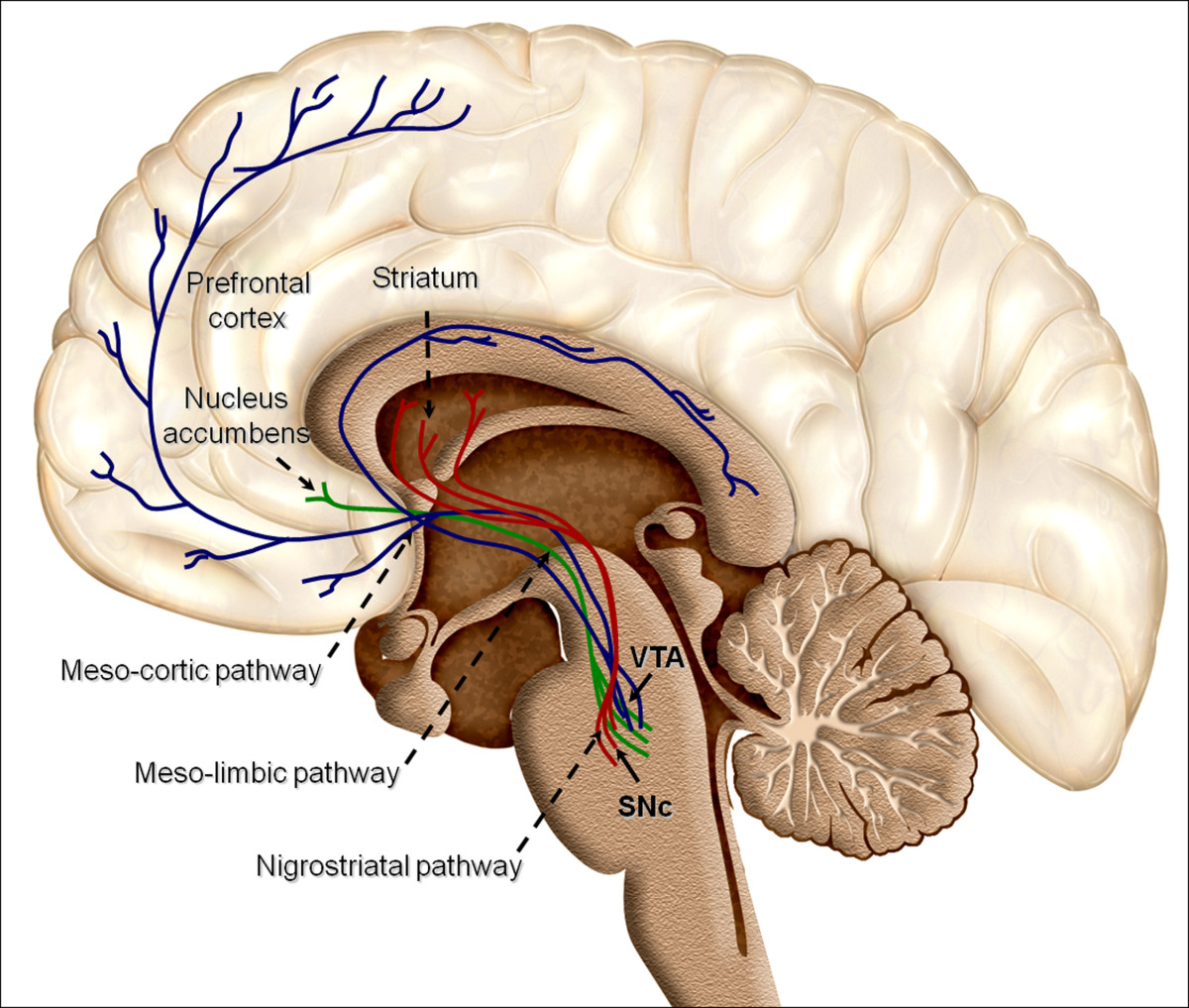
Übersicht über das Belohnungssystem des menschlichen Gehirns, dessen übermäßige Sensitivierung sowohl bei Schizophrenien als auch bei der Entstehung von Abhängigkeit (Sucht) eine zentrale Rolle spielt. Der Kern des Systems ist der grün markierte Signalverkehr von der Area tegmentalis ventralis (VTA) zum Nucleus accumbens.

### Schizophrenie
Seit den 1960er Jahren ergaben sich vielfältige Hinweise, dass Schizophrenien oft von einer Überaktivität des mesolimbischen Systems begleitet sind, insbesondere von einer Übererregung der Dopamin-D2-Rezeptoren im Nucleus accumbens. Dies führte zur Dopaminhypothese der Schizophrenien, die sich in ihren Grundzügen etablierte, jedoch im Einzelnen im Laufe der Zeit auch weiter verfeinert werden musste.

### Depression
Es gibt Hinweise, dass das mesolimbische System an den Mechanismen von Depression beteiligt ist. Die Forschung hierzu befindet sich (Stand 2020) jedoch noch in einem frühen Stadium.

### Sucht
Der Konsum von Rauschdrogen bewirkt andauernde biochemische, anatomische und physiologische Veränderungen des mesolimbischen Systems. Diese Veränderungen werden in ihrer Gesamtheit als Neuroadaption bezeichnet und bewirken eine Sensitivierung (erhöhte Ansprechbarkeit) nicht nur gegenüber der konsumierten Substanz, sondern auch gegenüber anderen Rauschdrogen. Die Folge ist eine erhöhte Anfälligkeit für wiederholten Konsum und für Suchtverhalten insgesamt, da die Veränderungen zum Teil über Jahre bis Jahrzehnte bestehen bleiben.
Die Sensitivierung betrifft das Verlangen. Das angestrebte Gefühl (Euphorie) wird im Gegensatz zum Verlangen nicht verstärkt, sondern schwächt sich ab (Toleranzentwicklung).